# Olympische Sommerspiele 2016/Schwimmen – 200 m Schmetterling (Frauen)
Der Wettbewerb über 200 Meter Schmetterling der Frauen bei den Olympischen Spielen 2016 in Rio de Janeiro wurde am 9. und 10. August 2016 im Olympic Aquatics Stadium ausgetragen. 28 Athletinnen aus 20 Ländern nahmen daran teil.
Es fanden vier Vorläufe statt. Die 16 schnellsten Schwimmerinnen aller Vorläufe qualifizierten sich für die beiden Halbfinals, die am gleichen Tag ausgetragen wurden. Für das Finale am nächsten Tag qualifizierten sich hier die acht schnellsten Starterinnen beider Läufe.
Abkürzungen:

WR = Weltrekord, OR = olympischer Rekord, NR = nationaler Rekord

ER = Europarekord, NAR = Nordamerikarekord, SAR = Südamerikarekord, ASR = Asienrekord, AFR = Afrikarekord, OZR = Ozeanienrekord

PB = persönliche Bestleistung, JWB = Jahresweltbestzeit

## Bestehende Rekorde
| Weltrekord         | Liu Zige ( Volksrepublik China)     | 2:01,81 min | Jinan, Volksrepublik China     | 21. Oktober 2009 |
| Olympischer Rekord | Jiao Liuyang ( Volksrepublik China) | 2:04,06 min | London, Vereinigtes Königreich | 1. August 2012   |

## Titelträger
| Olympiasieger | Jiao Liuyang ( Volksrepublik China) | 2:04,06 min | London 2012 |
| Weltmeister   | Natsumi Hoshi ( Japan)              | 2:05,55 min | Kasan 2015  |
| Europameister | Franziska Hentke ( Deutschland)     | 2:07,23 min | London 2016 |

## Vorlauf

### Vorlauf 1
| Platz | Name               | Nation      | Zeit        | Anmerkung |
| ----- | ------------------ | ----------- | ----------- | --------- |
| 1     | Nida Eliz Üstündağ | Türkei      | 2:10,02 min |           |
| 2     | Helena Gasson      | Neuseeland  | 2:12,18 min |           |
| 3     | Virginia Bardach   | Argentinien | 2:13,58 min |           |
| 4     | María Far          | Panama      | 2:23,89 min |           |

### Vorlauf 2
| Platz | Name             | Nation         | Zeit        | Anmerkung |
| ----- | ---------------- | -------------- | ----------- | --------- |
| 1     | Suzuka Hasegawa  | Japan          | 2:07,35 min |           |
| 2     | Zhang Yufei      | China          | 2:07,55 min |           |
| 3     | Franziska Hentke | Deutschland    | 2:07,59 min |           |
| 4     | An Sehyeon       | Südkorea       | 2:08,42 min |           |
| 5     | Alessia Polieri  | Italien        | 2:08,95 min |           |
| 6     | Audrey Lacroix   | Kanada         | 2:09,21 min |           |
| 7     | Aimee Willmott   | Großbritannien | 2:09,71 min |           |
| 8     | Andreina Pinto   | Venezuela      | 2:10,60 min |           |

### Vorlauf 3
| Platz | Name                   | Nation             | Zeit        | Anmerkung       |
| ----- | ---------------------- | ------------------ | ----------- | --------------- |
| 1     | Natalie Adams          | Vereinigte Staaten | 2:07,15 min |                 |
| 2     | Natsumi Hoshi          | Japan              | 2:07,75 min |                 |
| 3     | Brianna Throssell      | Australien         | 2:08,18 min |                 |
| 4     | Anja Klinar            | Slowenien          | 2:08,94 min |                 |
| 5     | Lara Grangeon          | Frankreich         | 2:09,92 min |                 |
| 6     | Judit Ignacio Sorribes | Spanien            | 2:11,07 min |                 |
| 7     | Joanna Maranhão        | Brasilien          | 2:11,10 min |                 |
| –     | Katinka Hosszú         | Ungarn             | —           | Nicht gestartet |

### Vorlauf 4
| Platz | Name               | Nation             | Zeit        | Anmerkung |
| ----- | ------------------ | ------------------ | ----------- | --------- |
| 1     | Mireia Belmonte    | Spanien            | 2:06,64 min |           |
| 2     | Hali Flickinger    | Vereinigte Staaten | 2:06,67 min |           |
| 3     | Liliána Szilágyi   | Ungarn             | 2:06,99 min |           |
| 4     | Madeline Groves    | Australien         | 2:07,02 min |           |
| 5     | Martina van Berkel | Schweiz            | 2:08,00 min |           |
| 6     | Zhou Yilin         | China              | 2:08,21 min |           |
| 7     | Stefania Pirozzi   | Italien            | 2:09,40 min |           |
| 8     | Park Jin-young     | Südkorea           | 2:09,99 min |           |

## Halbfinale

### Lauf 1
| Platz | Name              | Nation             | Zeit        | Anmerkung |
| ----- | ----------------- | ------------------ | ----------- | --------- |
| 1     | Zhou Yilin        | China              | 2:06,52 min |           |
| 2     | Zhang Yufei       | China              | 2:06,95 min |           |
| 3     | Brianna Throssell | Australien         | 2:07,19 min |           |
| 4     | Cammile Adams     | Vereinigte Staaten | 2:07,22 min |           |
| 5     | Suzuka Hasegawa   | Japan              | 2:07,33 min |           |
| 6     | Liliána Szilágyi  | Ungarn             | 2:07,34 min |           |
| 7     | Anja Klinar       | Slowenien          | 2:09,44 min |           |
| 8     | Audrey Lacroix    | Kanada             | 2:09,95 min |           |

### Lauf 2
| Platz | Name               | Nation             | Zeit        | Anmerkung |
| ----- | ------------------ | ------------------ | ----------- | --------- |
| 1     | Madeline Groves    | Australien         | 2:05,66 min |           |
| 2     | Mireia Belmonte    | Spanien            | 2:06,06 min |           |
| 3     | Natsumi Hoshi      | Japan              | 2:06,74 min |           |
| 4     | Hali Flickinger    | Vereinigte Staaten | 2:07,02 min |           |
| 5     | Franziska Hentke   | Deutschland        | 2:07,67 min |           |
| 6     | Martina van Berkel | Schweiz            | 2:07,90 min | NR        |
| 7     | An Sehyeon         | Südkorea           | 2:08,69 min |           |
| 8     | Alessia Polieri    | Italien            | 2:09,35 min |           |

## Finale
11. August 2016, 03:54 MEZ
| Platz | Name              | Nation             | Zeit        | Anmerkung |
| ----- | ----------------- | ------------------ | ----------- | --------- |
| 1     | Mireia Belmonte   | Spanien            | 2:04,85 min |           |
| 2     | Madeline Groves   | Australien         | 2:04,88 min |           |
| 3     | Natsumi Hoshi     | Japan              | 2:05,20 min |           |
| 4     | Cammile Adams     | Vereinigte Staaten | 2:05,90 min |           |
| 5     | Zhou Yilin        | China              | 2:07,37 min |           |
| 6     | Zhang Yufei       | China              | 2:07,40 min |           |
| 7     | Hali Flickinger   | Vereinigte Staaten | 2:07,71 min |           |
| 8     | Brianna Throssell | Australien         | 2:07,87 min |           |